# Ali Mahdi Muhammad
Ali Mahdi Muhammad (somaliska: Cali Mahdi Maxamed, arabiska: علي مهدي محمد), född 1938 (officiellt 1 januari 1939) i Jowhar, död 10 mars 2021 i Nairobi, Kenya, var officiell president i Somalia från januari 1991 till 1997. Han kom till makten när Mohamed Farrah Aidid tvingade dåvarande president Mohamed Siad Barre från posten. Ali Mahdi Muhammad lyckades emellertid inte få någon kontroll över landet, som föll in i en anarki där endast lokala krigsherrar och separatistgrupper hade någon verklig makt. Följaktligen satt Ali Mahdi Muhammad bara som officiell president för regeringssidan i Mogadishu fram till 1997.